# Iglesia de El Salvador (Luesia)
La iglesia de El Salvador en Luesia (provincia de Zaragoza, España) es una interesante y compleja edificación situada en la zona más alta del núcleo, junto a los restos del antiguo castillo medieval, al que se encuentra histórica y constructivamente asociada. 
Su origen se remonta a finales del siglo XI con la construcción de la cabecera de triple ábside semicircular con doble cripta en su parte inferior, mientras que el cuerpo de tres naves fue levantado a lo largo del siglo XII y las dos portadas de sus frentes meridional y occidental responden ya a modelos de principios del siglo XIII, identificados con los del llamado Maestro de Agüero. 
Esta fábrica románica sufrió una profunda reforma a mediados del siglo XVI que consistió en el tabicado interior de los ábsides, la unión de la nave de la Epístola con la central, la fragmentación de la del Evangelio en tres capillas, la construcción de una nueva sacristía, el recrecimiento en altura de toda la fábrica con la consiguiente sustitución de las bóvedas originales por otras de crucería estrellada, la colmatación de las criptas con escombros, el cegamiento de la portada meridional, la colocación de una espadaña sobre el antiguo campanario y la construcción de un atrio para la protección de la magnífica portada occidental, que después fue transformado en época barroca. 
A pesar de todas estas reformas, su imagen sigue siendo bastante unitaria, especialmente al exterior, donde el empleo de sillar en toda la fábrica y la presencia de potentes contrafuertes hace que se perciba como un volumen monocromo, compacto y rotundo, mientras que al interior la nave ha quedado ligeramente descentrada y los ábsides originales sólo son visitables a través de la sacristía. No obstante, al menos las criptas fueron recuperadas en los años 1970. 
A nivel eclesiástico pertenece a la diócesis de Jaca dentro del Arciprestazgo de Erla-Uncastillo.

## Galería de imágenes

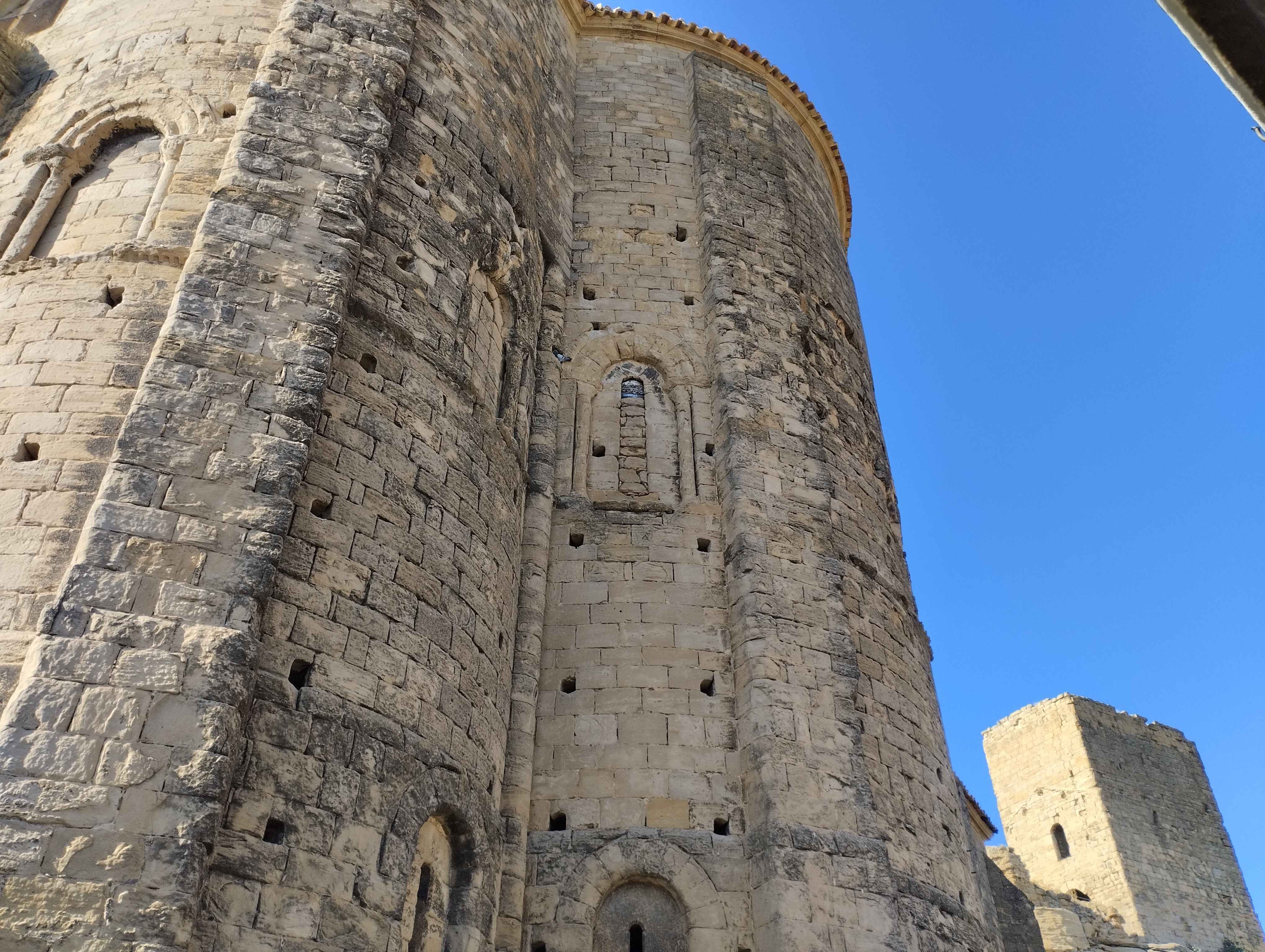
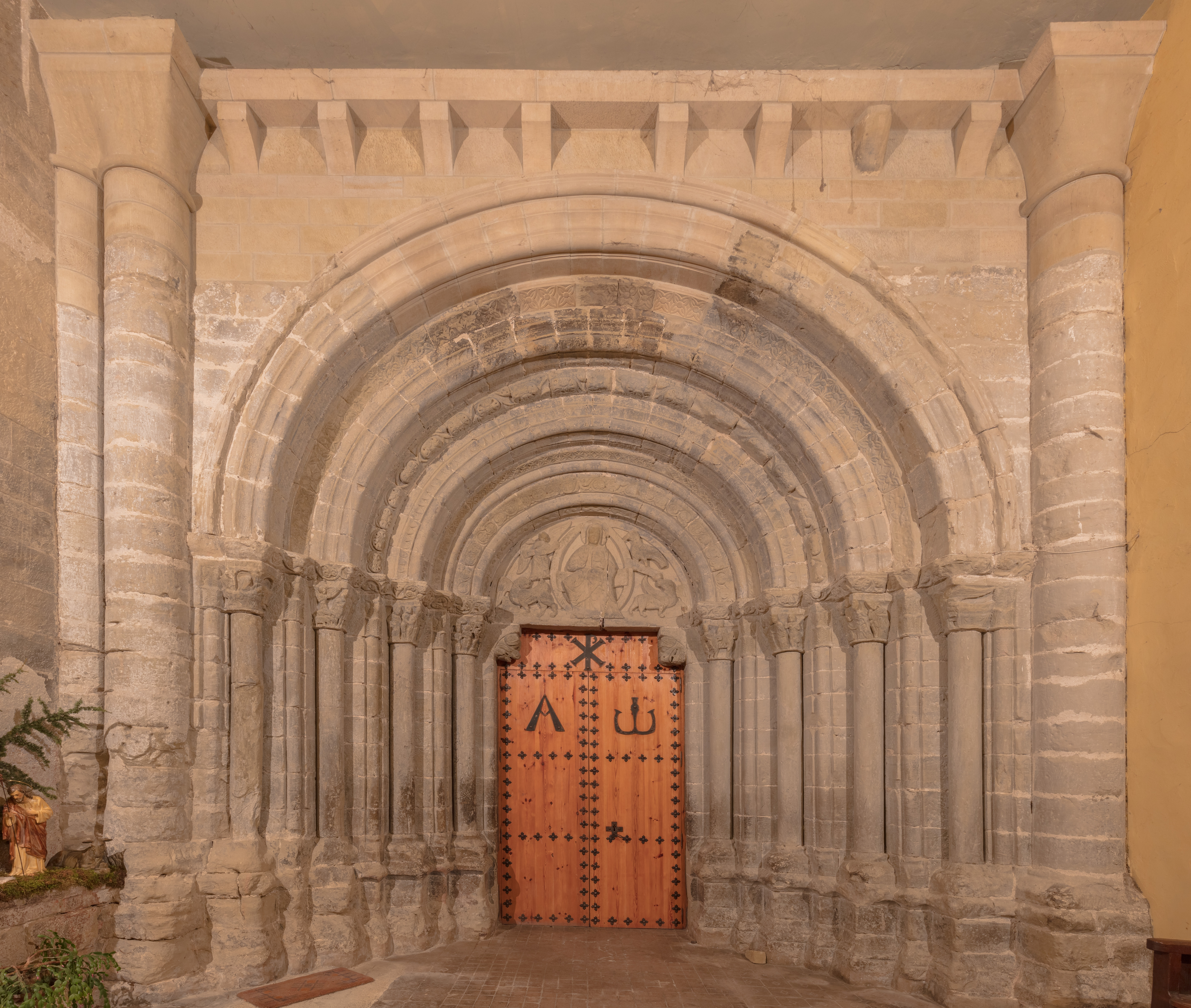
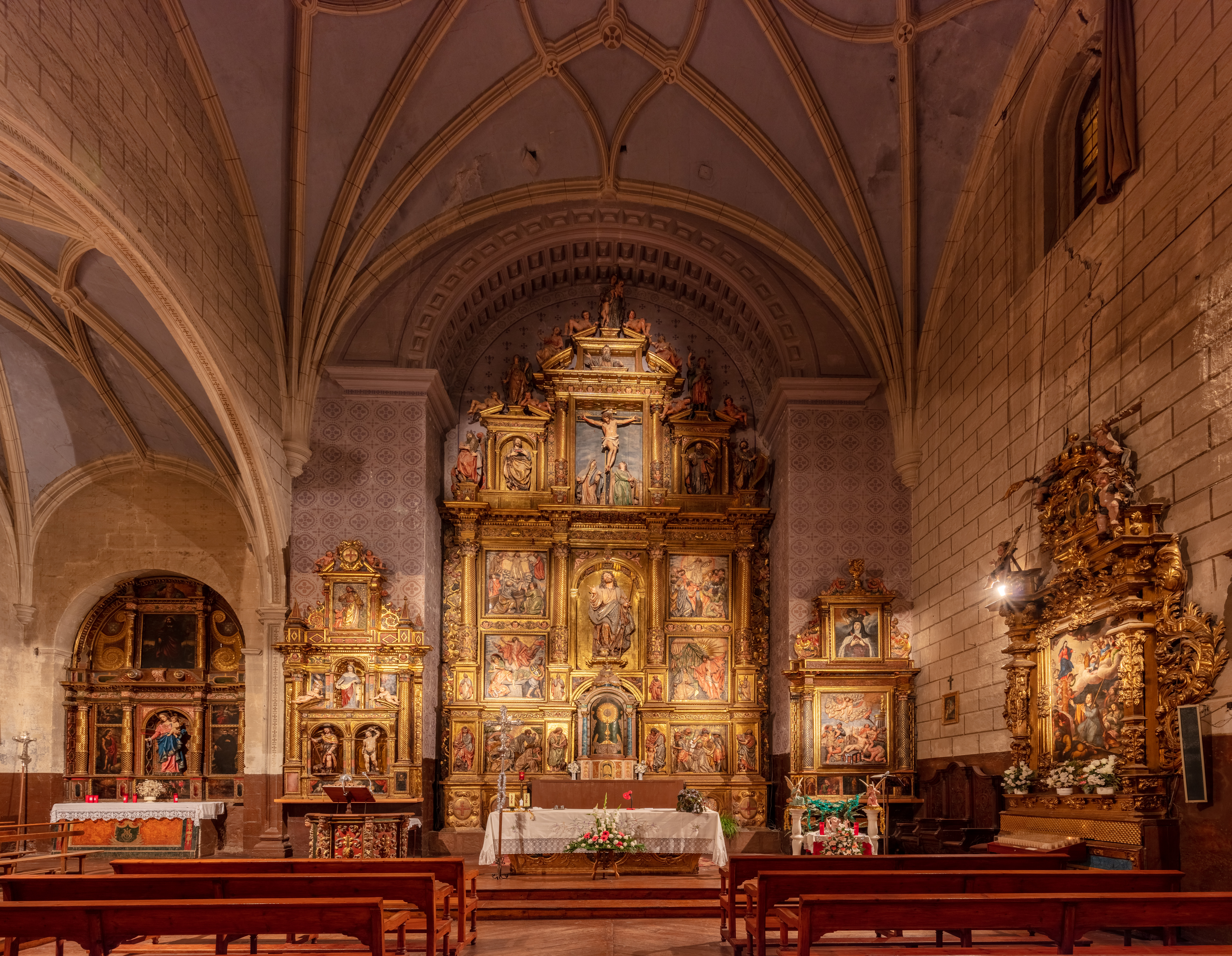
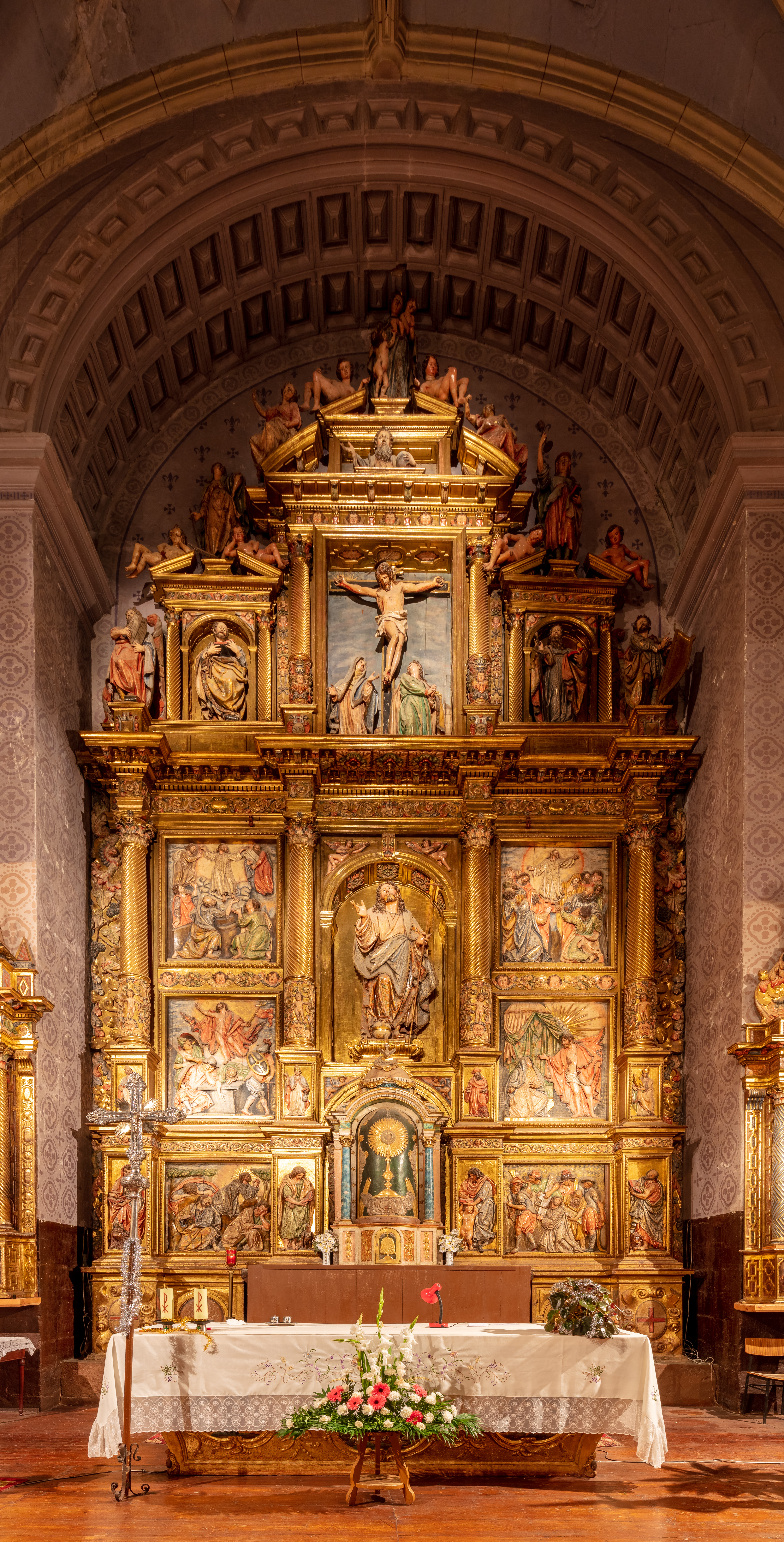
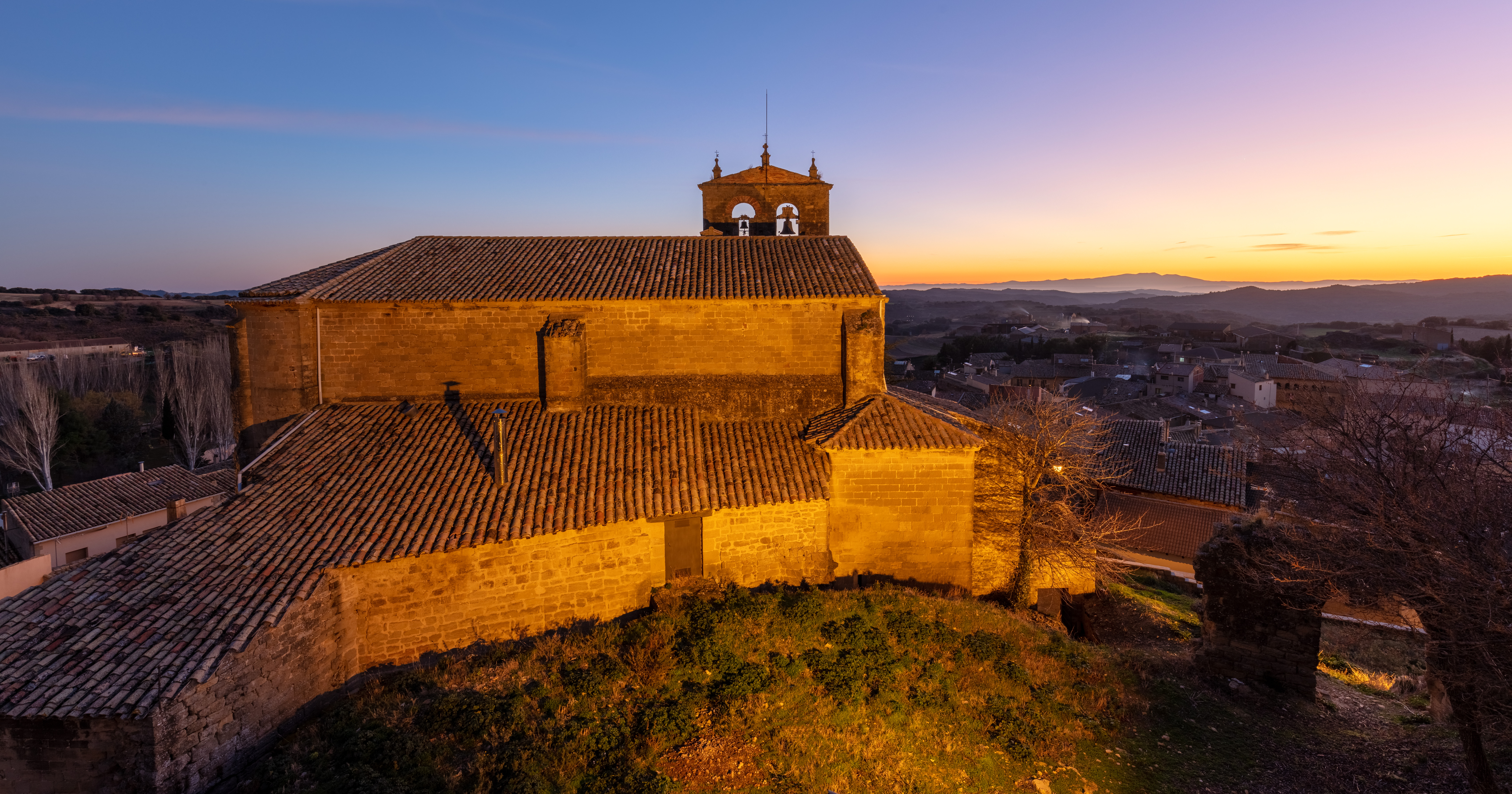
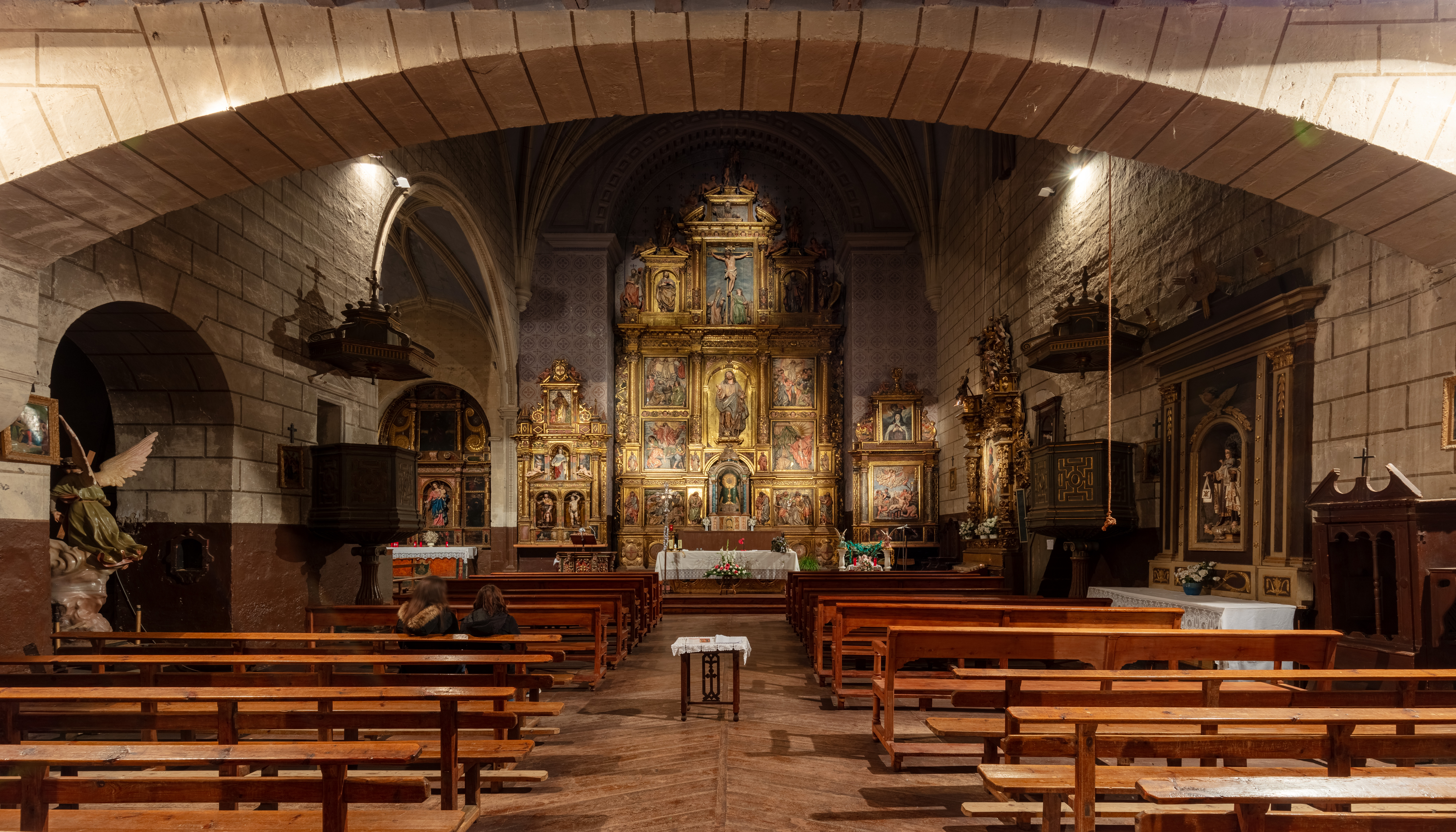
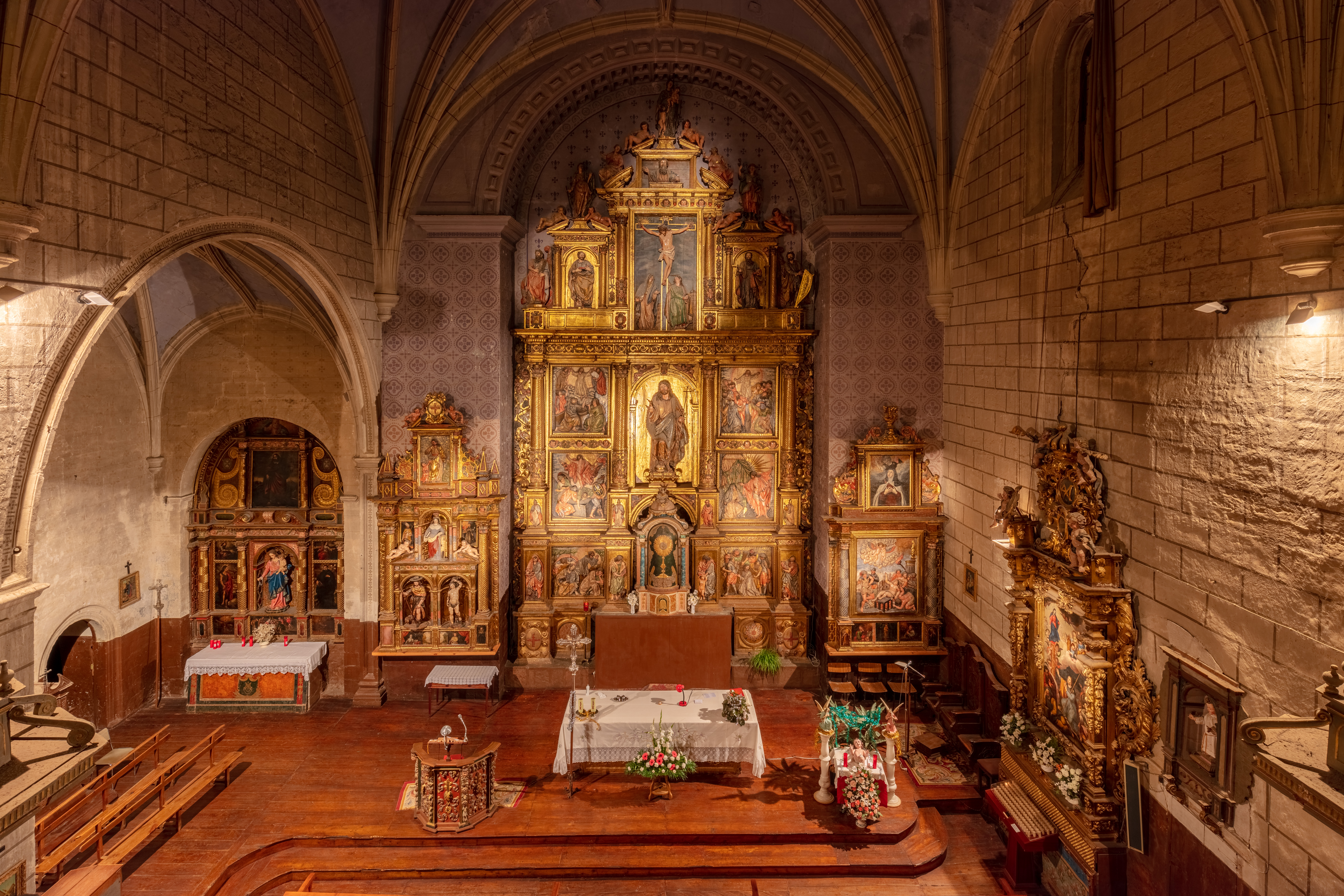